# 지구화학 (기업)
지구화학은 대한민국의 학용품 제조업체로서 1956년 설립된 회사이다. 50년 넘게 색연필, 크레파스를 주로 생산하고 있으며 지금은 그 사업 범위를 물감 분야로까지 넓혔다. 본사는 서울 성동구에 위치한다. 1956년에는 지구화학공업사로 부산에서 문을 열었다 사업 확장에 성공하여 1971년 서울로 크레파스 회사를 설립하였다.

지구화학의 샤프식 색연필

무엇보다도 샤프식 색연필을 세계 최초로 개발함으로써 색연필 수출 시장을 오래전부터 개척했으며 여전히 수출 시장 진로를 이어가고 있다. 71년 대한민국 실용신안특허를 받고 1979년에는 미국에서 특허를 획득하면서 그 시장을 넓히게 됐다.

## 같이 보기
- 색연필
- 크레파스
- 물감